# Anne Willem Kist (1915-2005)
Anne Willem (Wim) Kist (Teteringen, 11 april 1915 - Wassenaar, 25 mei 2005) was een Nederlands jurist en progressief theoloog.
Kist, telg uit het geslacht Kist, werd geboren te Teteringen bij Breda als zoon van rechter Anne Willem Kist en Pieternella Johanna Visser. Enkele jaren later verhuisde het gezin naar Den Haag. In 1921, toen Wim zes jaar oud was, overleed zijn vader; zijn moeder overleed in 1933, toen hij 17 was. Kist volgde het gymnasium aan het Tweede Stedelijk Gymnasium (nu Maerlant-Lyceum) en studeerde  vervolgens rechten aan de Universiteit Leiden, waar hij in 1933 afstudeerde. Tijdens zijn studie werd hij ernstig ziek en las hij een verzameling preken geschreven door een voorouder die dominee was geweest; hij besloot zijn tot dan toe erg studentikoze leven te beteren en serieuzer te worden.
Na zijn afstuderen in 1939 werd Kist advocaat te Rotterdam. In december 1943 werd hij lid van de Nederlands Hervormde Kerk, nadat hij eerder in zijn leven atheïst was geweest. Hij deed kerkelijk werk in de Rotterdamse volkswijk Delfshaven, waar hij veel sociale problemen zag. Samen met de progressieve predikant Willem Banning richtte hij na de oorlog het centrum Kerk en Wereld in Driebergen op, waar hij lid van het directorium werd; in 1951 stond hij aan de wieg van het vormingscentrum Oud-Poelgeest in Oegstgeest. In 1971 promoveerde hij aan de Universiteit Leiden op het proefschrift Antwoord aan de machten. Het vormingswerk voor volwassenen socio-theologisch bezien; promotor was Hendrikus Berkhof. Geïnspireerd door Karl Barth en diens Gemeinde für die Welt pleitte hij daarin voor het belang van kerkelijk vormingswerk in plaats van enkel naar binnen gerichte preken. 
Teleurgesteld in de reacties op zijn werk keerde Kist in 1971 terug naar zijn werk als jurist: hij werd rechter bij de rechtbank Arnhem, waar hij later vicepresident werd. Naast zijn werk als rechter was hij ook decaan van het Studiecentrum Rechtspleging, de landelijke opleiding voor rechters en officieren van justitie, waar hij de opleiding moderniseerde. In 1984 ging hij met pensioen als rechter, maar bleef actief als theoloog: hij richtte het Landelijk Missionair Collectief (LMC) op, een christelijke organisatie die pleitte voor "cultureel verzet" tegen de "afgodische geld- en hebzucht onder alle rangen en standen" en christenen opriep een sobere levensstijl te volgen. Hij riep ook op tot wat hij "culturele ongehoorzaamheid" tegen het ongebreidelde kapitalisme noemde. In 1994 publiceerde hij een boek getiteld Omwenteling. Brieven over geloofsvernieuwing, kerkvernieuwing en maatschappijvernieuwing.
Kist was op 18 december 1940 getrouwd met Els Dros. Uit dit huwelijk kwamen vijf zonen, onder wie jurist en bestuurder A.W. Kist. Hij overleed in 2005 op 90-jarige leeftijd. Hij was officier in de Orde van Oranje-Nassau.